# جیانگ یی هو
جیانگ یی هو (چینی: 江宜樺؛ زادهٔ ۱۸ نوامبر ۱۹۶۰) یک سیاست‌مدار اهل تایوان که از ۱۸ فوریه ۲۰۱۳ تا ۸ دسامبر ۲۰۱۴ نخست‌وزیر این کشور بود.